# Täuffelen
Täuffelen (en francés Choufaille) es una comuna suiza del cantón de Berna, situada en el distrito administrativo del Seeland. Limita al norte con las comunas de Twann-Tüscherz y Mörigen, al este con Epsach, al sureste con Walperswil, al sur con Hagneck, y al oeste con Ligerz.
Situada hasta el 31 de diciembre de 2009 en el desaparecido distrito de Nidau.

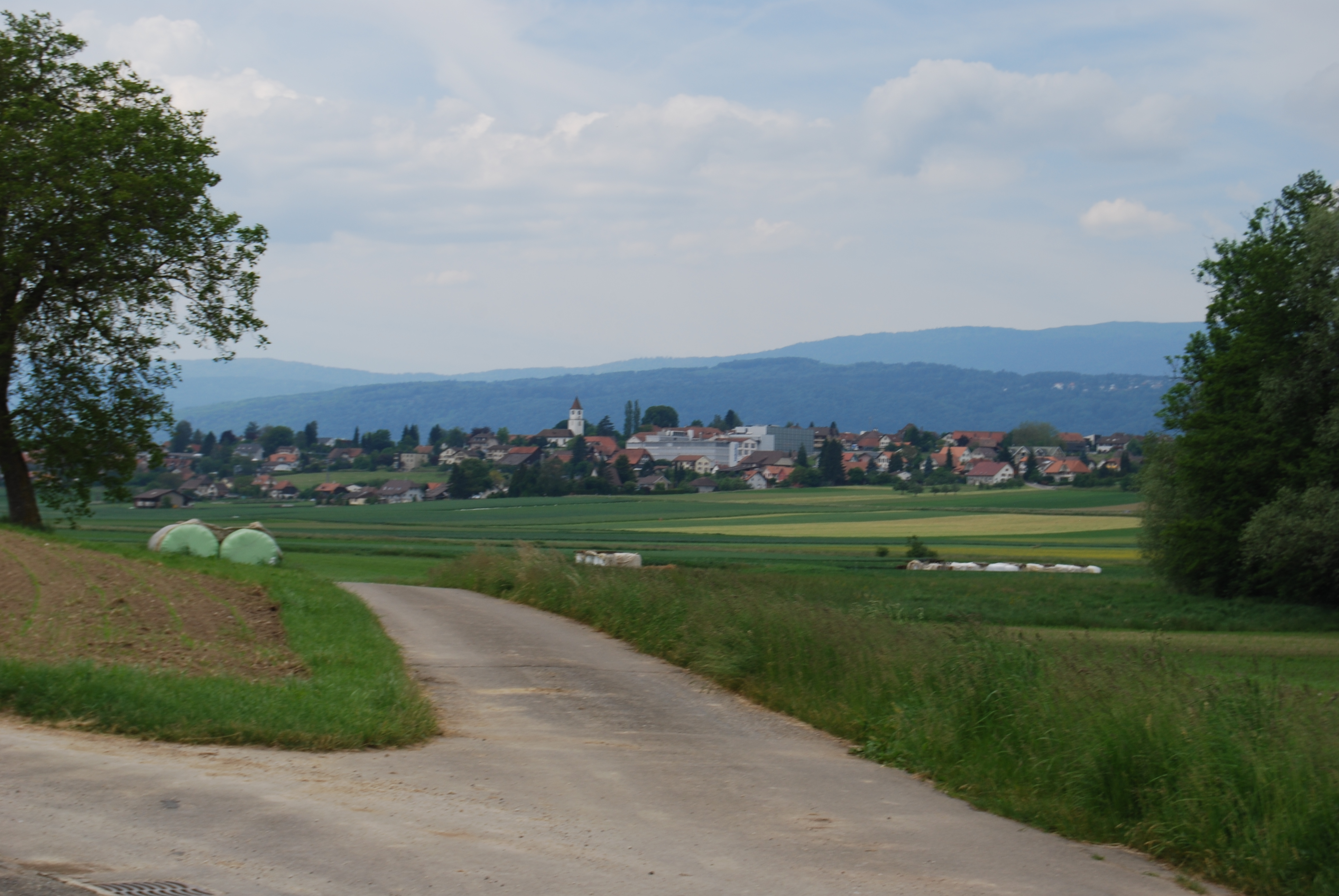
Täuffelen

## Transportes
- Línea ferroviaria (ASm) Biel/Bienne - Täuffelen - Ins
- Bus Aarberg - Täuffelen.
- Puerto de descanso sobre el lago de Bienne.

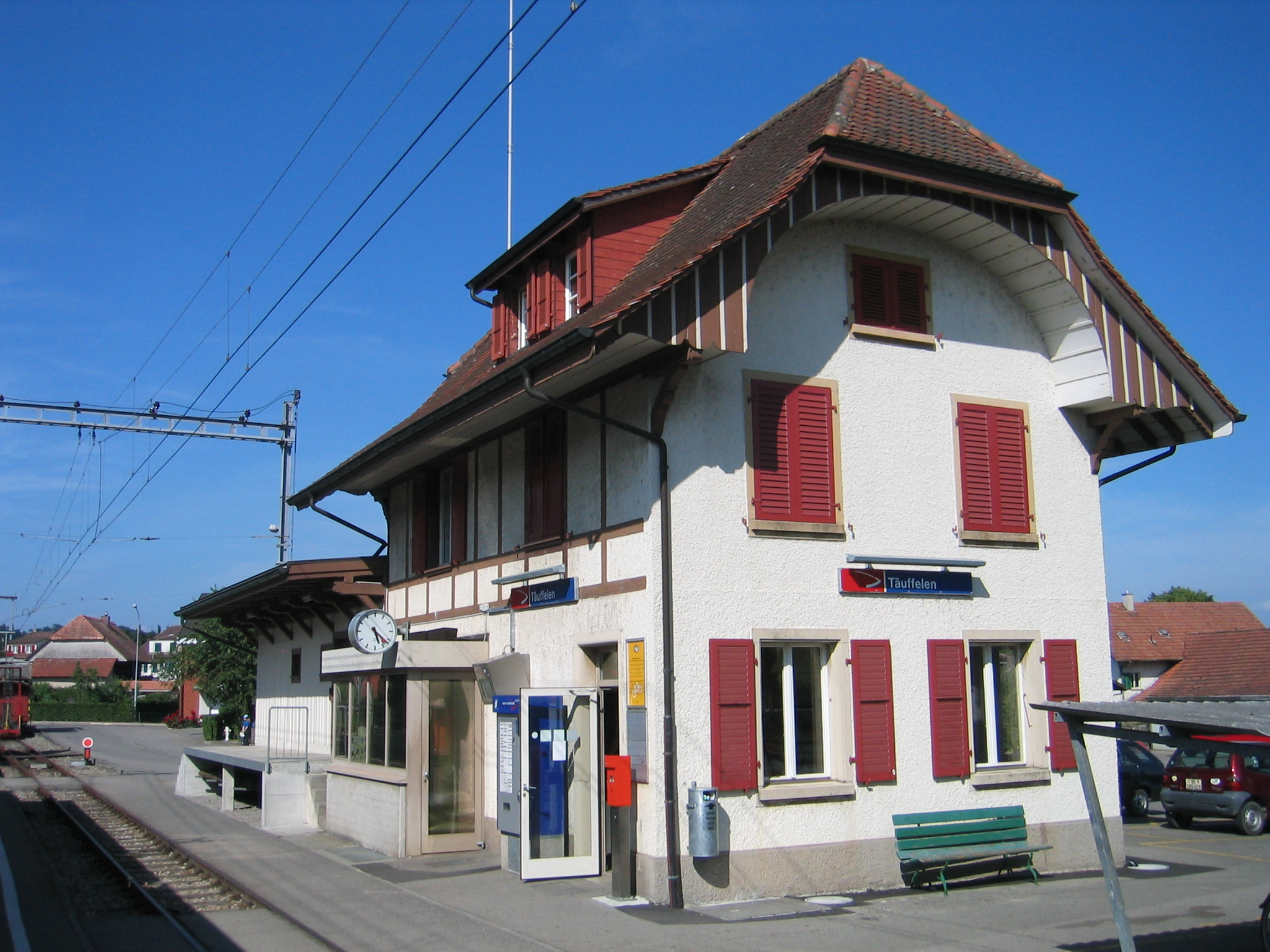
Estación de trenes de Täuffelen.